# Струда (Лече)
Струда (итал. Strudà) је насеље у Италији у округу Лече, региону Апулија.
Према процени из 2011. у насељу је живело 1610 становника. Насеље се налази на надморској висини од 45 м.